# 林文郎
林文郎（1945年3月12日—），中華民國政治人物，民主進步黨籍，曾任第3-6屆立法委員、第2-4屆台北市議員。
2002年2月，立法院正副院長選舉，民主進步黨全國不分區立法委員邱彰拒絕依民主進步黨立法院黨團指示亮票。2002年4月1日，民主進步黨中央評議委員會臨時會決議開除邱彰黨籍，邱彰喪失全國不分區立法委員資格，遺缺由林文郎遞補。
2002年間，擔任立法院財政委員會委員的林文郎，被控自行或以他人公司等名義，炒作三洋紡織纖維及億泰電線電纜的股票交易價格。2012年11月22日中華民國最高法院以違反《證券交易法》判處林文郎有期徒刑1年8月確定，2012年12月25日發監執行。
2004年6月14日，林文郎指證民主進步黨立法委員兼陽信商業銀行董事長陳勝宏涉入陽信銀行超貸案，並指證陳勝宏透過幫黨員代繳黨費養了八千至九千個人頭黨員、是人頭黨員最大戶，為此槓上陳勝宏之妻薛凌。

## 外部連結
- 立法院 （页面存档备份，存于）